# Caetano da Costa
Caetano da Costa, spesso menzionato col nome italianizzato di Gaetano Costa o come Gaetano Costa de Puerto o de Porto (Porto, 13 febbraio 1681 – Crotone, 26 gennaio 1753), è stato un vescovo cattolico portoghese.

## Biografia
Caetano da Costa nacque a Porto, in distretto e diocesi omonima, il 13 febbraio 1681.
Entrato giovanissimo nell'Ordine dei frati minori riformati, professò i voti e vestì l'abito francescano all'età di 26 anni il 19 marzo 1707.
Molto apprezzato alla corte di Vienna per le sue doti letterarie, venne proposto dal re Carlo VI come vescovo della diocesi di Crotone, nel Regno di Napoli, nomina ufficializzata il 22 novembre 1723 da papa Innocenzo XIII; ricevette l'ordinazione episcopale il successivo 30 novembre dal cardinale Antonio Felice Zondadari e dai co-consacranti Giovanni Francesco Nicolai, arcivescovo titolare di Mira, e Flaminio Dondi, vescovo titolare di Abdera.
Promosse e presiedette il sinodo diocesano, tenutosi dal 5 al 7 giugno 1729.
Resse la diocesi crotonese per quasi vent'anni, fino alla morte avvenuta il 26 gennaio 1753 all'età di 71 anni.

## Genealogia episcopale
La genealogia episcopale è:
- Cardinale Scipione Rebiba
- Cardinale Giulio Antonio Santori
- Cardinale Girolamo Bernerio, O.P.
- Arcivescovo Galeazzo Sanvitale
- Cardinale Ludovico Ludovisi
- Cardinale Luigi Caetani
- Cardinale Ulderico Carpegna
- Cardinale Paluzzo Paluzzi Altieri degli Albertoni
- Cardinale Gaspare Carpegna
- Cardinale Fabrizio Paolucci
- Cardinale Antonio Felice Zondadari
- Vescovo Caetano da Costa